# Valse péruvienne
La valse péruvienne (espagnol : vals peruano), également appelée valse créole (espagnol : vals criollo), est une forme de valse typique du Pérou, classée dans les musiques créoles du Pérou. Elle se développe à Lima et sur une grande partie de la côte péruvienne entre les XIXe et XXe siècles. La plupart des valses créoles portent sur les thèmes de l'amour, de la fatalité, de la tristesse, de la douleur et de l'espoir.

## Histoire
La valse  péruvienne est peut-être le genre le plus répandu et actuellement reconnu au Pérou, et plus particulièrement à Lima, en tant qu'élément fondamental et incontestable de sa culture musicale d'origine. César Santa Cruz Gamarra situe ses origines au milieu du XIXe siècle, dans les bals aristocratiques et dans les quartiers populaires de Lima, où se dansaient les genres instrumentaux de la colonie tels que la jota (Espagne) et la mazurka (Pologne) dans différents contextes : fêtes privées, festivités de masse comme la fête traditionnelle des Amancaes et des jaranas, entre autres.
La valse européenne est présente au Pérou depuis très longtemps, avant Johann Strauss fils (1825-1899). En effet, Heinrich Witt, un Allemand qui vit au Pérou entre 1824 et 1890, écrit dans son journal personnel qu'il fait danser les dames au son des valses dès novembre 1827, à Cerro de Pasco, le point ferroviaire le plus haut du monde[réf. nécessaire]. Ainsi commence la vie des valses viennoises au Pérou. À Lima, en 1850, il est normal de la danser. Mais c'est dans le quartier de Malambo, dans le district de Rimac, que la valse péruvienne est née. Quartier habité par les métis et esclaves noirs, l'esclavage dure jusqu'au milieu du XIXe siècle. La valse y est jouée lors des fêtes de quartier, avec des guitares, un cajón et une ou plusieurs voix[réf. nécessaire]. C'est par l'œuvre de Felipe Pinglo Alva, Chabuca GrandaAugusto Polo Campos que la valse péruvienne prend ses lettres de noblesse. Pinglo est l'auteur de plus d'une centaine de chansons et son langage musical incorpore des mélodies et des harmonies très complexes, assumant l'influence d'expressions nord-américaines telles que le blues et le fox-trot. Ce processus de réinterprétation d'éléments étrangers pour parvenir à sa propre identité est observé dans la valse péruvienne, qui a été influencée par le tango, le boléro et bossa nova. El Plebeyo est l'une des compositions les plus remarquables de la musique créole ancienne. La chanson raconte l'histoire d'un amour impossible entre une femme noble et un pauvre roturier.
L'époque et la pratique populaire de la tradition orale font perdre la mémoire de certains auteurs. Cependant, Le Livre d'or de la valse péruvienne, écrit par les musicologues Raúl Serrano et Eleazar Valverde, recensent certains des compositeurs les plus importants de la Vieille Garde : on y trouve José Sabas Libornio-Ibarra, l'auteur de la mazurka Flor de Pasión ; Julio Flórez et Juan Peña Lobatón ; Óscar Molina ; Rosa Mercedes Ayarza de Morales, pianiste, compositrice et compilatrice, dont le répertoire comprend divers genres tels que les proclamations, la danse havanaise, les marineras et les tonderos.
Parmi les solistes et ensembles qui ont fait la renommée de la valse péruvienne, on peut encore citer : Eloísa Angulo, Delia Vallejos, Jesús Vásquez, Esther Granados, Chabuca Granda. Le thème de La Flor de la Canela a traversé les frontières, qui a été présenté par des interprètes importants tels que Plácido Domingo, Juan Diego Flórez, Gianmarco, Joaquín Sabina et bien d'autres, Alicia Maguiña, Eva Ayllón, Arturo Cavero, Rafael Matallana, Las Limeñitas y Ascoy, Los Chamas, Los Romanceros Criollos, Los Embajadores Criollos, Los Morochucos, Los Troveros Criollos, Fiesta Criolla, et Los Kipus.
Parmi les artistes internationaux qui ont immortalisé certaines valses traditionnelles, il convient de souligner la grande chanteuse espagnole María Dolores Pradera (également surnommée « La Gran Señora de la canción »), qui a inclus dans son répertoire des œuvres musicales d'autres artistes péruviens.
La valse péruvienne Que nadie sepa mi sufrir (musique d'Ángel Cabral et paroles d'Enrique Dizeo, tous deux argentins) est connue pour avoir été chantée par Édith Piaf, adaptée par Michel Rivgauche sous le titre La Foule.
Certains auteurs mexicains ont composé des valses, qui font désormais partie du répertoire national péruvien : José Ángel Espinoza a composé El tiempo que te quede libre et Modesto López Otero, Mi Propiedad Privada. Cette chanson relate l'amour obsessionnel d'une personne infiniment jalouse. La chanson raconte la vision possessive qui dépeint une partie du machisme latino-américain. Bien qu'il s'agisse d'une composition étrangère, elle est considérée comme une valse créole péruvienne.
Alma, corazón y vida est une chanson emblématique composée par Adrián Flores Alván,.
Contigo Perú est un hommage au pays, c'est une composition d'Augusto Polo Campos.